# Кюнц, Эрнст
Эрнст Кюнц (нем. Ernst Künz; 23 февраля 1912 — 21 августа 1944, Сантакай, Таурагский уезд) — австрийский и немецкий футболист, защитник. Серебряный призёр летних Олимпийских игр 1936 года.

## Биография
Эрнст Кюнц родился 23 февраля 1912 года.
Играл в футбол на позиции защитника. В 1930—1938 годах выступал за австрийский «Лустенау-07», с 1938 года после аншлюса Австрии — за немецкий «Айнтрахт» из Франкфурта-на-Майне.
В 1936 году вошёл в состав сборной Австрии по футболу на летних Олимпийских играх в Берлине и завоевал серебряную медаль. Играл на позиции защитника, провёл 4 матча, мячей не забивал.
Участвовал во Второй мировой войне.
Погиб 21 августа 1944 года в деревне Сантакай Таурагского уезда Литовской ССР (сейчас в Таурагском районе Таурагского уезда Литвы).

## Достижения

### Командные
Австрия
- Серебряный призёр летних Олимпийских игр (1): 1936.